# Bronisław Spasowski
Bronisław Grot-Spasowski (ur. 1843, zm. 19 grudnia 1923) – powstaniec styczniowy, podporucznik Wojska Polskiego.
Zamieszkiwał na ziemi witebskiej. Uczestniczył w powstaniu styczniowym 1863. W represjach za udział w powstaniu został zesłany z Litwy w głąb Imperium Rosyjskiego, a w grudniu 1865 jego majątek w Stefanowie (powiat lepelski) został przymusowo sprzedany.
Po odzyskaniu przez Polskę niepodległości (1918) w okresie II Rzeczypospolitej został awansowany na stopień podporucznika weterana Wojska Polskiego. Zamieszkiwał na ziemi lubelskiej.
Zmarł 19 grudnia 1923 i został pochowany w Brześciu nad Bugiem.
2 maja 1924 został odznaczony Krzyżem Kawalerskim Orderu Odrodzenia Polski „za zasługi, położone w walce o niepodległość Polski w powstaniu 1863 r.”.
Od 12 października 2017 w Koszalinie istnieje ulica Bronisława Spasowskiego.